# نادي عجمان
نادي عجمان هو نادِ كرة قدم إماراتي من امارة عجمان. يلعب حالياً في دوري أدنوك للمحترفين  هبط النادي من الدوري الإماراتي للمحترفين موسم 2009-10 إلى دوري الدرجة الأولى ثم عاد إلى دوري المحترفين وهو الآن 2020_2021 في دوري المحترفين. تم تأسيس النادي في تاريخ 5 نوفمبر 1974 وهي السنة التي بدأت فيها منافسات الدوري الإماراتي.  
ويعد الموسم الكروي بنادي عجمان في هذا الموسم
ناجح بتتويج الفريق بالكأس ويشار إلى حصول المدرب العراقي عبد الوهاب عبد القادر على جائزة أفضل مدرب في دوري المحترفين الإمارتي.

## تاريخ
في عام 1974م تم دمج ثلاث أندية في عجمان وهم نادي الشعلة ونادي الناصر ونادي الهلال تحت مسمى نادي عجمان.
وفي عام 2013 تاهل نادي عجمان إلى نهائي كأس اتصالات لأول مرة في تاريخه والذي يسمى الآن كأس رابطة المحترفين، لعب أمام الجزيرة وانتهت المباراة بفوز عجمان 2-1, وجاء الهدف الأول عالمي لـنادي عجمان عن طريق اللاعب فونيكي سي بالدقيقة 23 من الشوط الأول، وجاء الهدف الثاني عن طريق اللاعب بوريس كابي بضربة رأسية بالدقيقة 34 من الشوط الأول، واستمرت النتيجة 2-1 لـنادي عجمان حتى نهاية المباراة وأطلق الحكم صفارته معلنا فوز عجمان بكأس اتصالات للمرة الأولى في تاريخه.

## تشكيلة الفريق الحالية
ملاحظة: تشير الأعلام إلى المنتخب بحسب قواعد الأهلية المعتمدة من قبل الفيفا؛ تنطبق بعض الاستثناءات المحدودة. وقد يحمل اللاعبون أكثر من جنسية لا تعترف بها الفيفا.
| الرقم | البلد                    | المركز | اللاعب                                |
| ----- | ------------------------ | ------ | ------------------------------------- |
| 1     | الإمارات العربية المتحدة | حارس   | أحمد يعقوب U23                        |
| 2     | الإمارات العربية المتحدة | مدافع  | عبد الرحمن راكان                      |
| 3     | الإمارات العربية المتحدة | مدافع  | عبد الله الجنيبي                      |
| 7     | جامايكا                  | وسط    | جونيور فليمينجس                       |
| 8     | الإمارات العربية المتحدة | مدافع  | محمد إسماعيل                          |
| 9     | المغرب                   | مهاجم  | وليد أزارو                            |
| 10    | تونس                     | وسط    | هيكل الشيخاوي                         |
| 11    | الإمارات العربية المتحدة | وسط    | عبد الله عبد العزيز U23               |
| 12    | الإمارات العربية المتحدة | مدافع  | محمد ناصر U23                         |
| 14    | تونس                     | مدافع  | فرج بن نجيمة                          |
| 16    | صربيا                    | مدافع  | ألكسندر فاسيليفيتش                    |
| 17    | الإمارات العربية المتحدة | وسط    | سيف راشد                              |
| 18    | المغرب                   | مهاجم  | إسماعيل مؤمن U23                      |
| 19    | الكاميرون                | مهاجم  | روكي مارسيانو                         |
| 20    | الإمارات العربية المتحدة | وسط    | حسن إبراهيم صقر                       |
| 21    | الإمارات العربية المتحدة | مدافع  | وليد اليماحي                          |
| 22    | المغرب                   | مدافع  | محمد سبول U23                         |
| 23    | المغرب                   | وسط    | عبد الحميد صابيري (معار من فيورنتينا) |

| الرقم | البلد                    | المركز | اللاعب            |
| ----- | ------------------------ | ------ | ----------------- |
| 24    | الإمارات العربية المتحدة | مدافع  | أحمد عيسى U23     |
| 26    | الإمارات العربية المتحدة | وسط    | بلال يوسف         |
| 28    | الإمارات العربية المتحدة | مدافع  | سعود سعيد         |
| 30    | الإمارات العربية المتحدة | حارس   | يوسف أحمد         |
| 31    | المغرب                   | وسط    | ياسين جابري U23   |
| 33    | صربيا                    | مدافع  | ميلوش كوسانوفيتش  |
| 34    | الإمارات العربية المتحدة | مهاجم  | حميد جمال U23     |
| 39    | سلطنة عمان               | مدافع  | عايض خميس U23     |
| 57    | الإمارات العربية المتحدة | وسط    | عصام فايز         |
| 67    | المغرب                   | وسط    | أنس مطيطش         |
| 77    | الإمارات العربية المتحدة | وسط    | راشد نوح U23      |
| 80    | البرازيل                 | مهاجم  | ليثييري سيلفا U23 |
| 81    | الإمارات العربية المتحدة | حارس   | علي الحوسني       |
| 90    | الإمارات العربية المتحدة | وسط    | عبيد الزعابي      |
| 94    | الإمارات العربية المتحدة | وسط    | عبيد المهري U23   |
| 96    | الإمارات العربية المتحدة | حارس   | محمد يوسف         |
| 99    | البرازيل                 | مهاجم  | فيكتور هنريكي     |

### المعارون
ملاحظة: تشير الأعلام إلى المنتخب بحسب قواعد الأهلية المعتمدة من قبل الفيفا؛ تنطبق بعض الاستثناءات المحدودة. وقد يحمل اللاعبون أكثر من جنسية لا تعترف بها الفيفا.
| الرقم | البلد                    | المركز | اللاعب                             |
| ----- | ------------------------ | ------ | ---------------------------------- |
| 13    | الإمارات العربية المتحدة | مدافع  | سبيل جاسم (معار إلى النادي العربي) |

## أبرز اللاعبين الأجانب الذين مروا على الفريق
- فرانسيس
- روجر
- جيري
- سعيد الخرازي
- عبدالحق آيت العريف
- سعيد برابح
- محمد الفدادي
- طارق السكتيوي
- علي سامره
- جواد كاظميان
- محمد عبد القادر كوبادجا
- حسين الحضري
- بابا جورج
- بوريس كابي

## أبرز الإنجازات لنادي عجمان
توِّج فريق عجمان مع المدرب العراقي الخبير عبد الوهاب عبد القادر بطلا لكأس اتصالات للمحترفين للمرة الأولى في تاريخه بعد فوزه على الجزيرة 2-1 في موسم 2012-2013 على ملعب استاد نادي الوصل في زعبيل 2012-2013 .